# Egy kis szívesség (film, 2018)
Az Egy kis szívesség (eredeti cím: A Simple Favor) 2018-ban bemutatott amerikai film, amelyet Paul Feig rendezett.
A forgatókönyvet Jessica Sharzer írta. A producerei Paul Feig és Jessie Henderson. A főszerepekben Anna Kendrick, Blake Lively, Henry Golding, Andrew Rannells és Joshua Satine láthatók. A film zeneszerzője Theodore Shapiro. A film gyártója a Lionsgate, a Feigco Entertainment és Bron Studios, forgalmazója a Lionsgate. Műfaja thriller film, misztikus film.
Amerikában 2018. szeptember 14-én, Magyarországon 2018. szeptember 13-án mutatták be a mozikban.

## Cselekmény
Warfield, Connecticut. Stephanie Smothers a tökéletes külvárosi otthonülő anyuka: kacér, udvarias és szeretetteljes, emellett részt vesz fia iskolájának minden tevékenységében, akit férje halála óta egyedül nevel, és „anyai tippek” címmel vlogot vezet. A többi szülő azonban kigúnyolja, ami megakadályozza, hogy barátokat szerezzen.
De minden megváltozik, amikor találkozik Emily Nelsonnal, fia egyik barátjának édesanyjával. A két nő nagyon különböző: Emily férjnél van, a városban dolgozik, káromkodik, iszik, és nagy önbizalommal és előkelőséggel rendelkezik. Egy délután azonban egy martini mellett beszélgetni kezdenek. Ez a kis összejövetel szokássá válik, olyannyira, hogy a legjobb barátok lesznek.
Egy nap Stephanie-t felhívja Emily, hogy menjen el a fiáért az iskola után. De eltelik az este, aztán egy nap, aztán egy újabb, és semmi nyoma Emilynek. Stephanie kétségbeesésében kapcsolatba lép Emily férjével, aki nincs a városban, hogy bejelentse felesége eltűnését.
A rendőrség nyomozást indít, de Stephanie nem tud nem gondolni a barátjára. Elkezdi feltárni Emily sok sötét titkát.

## Szereplők
| Szereplő            | Színész           | Magyar hang        |
| ------------------- | ----------------- | ------------------ |
| Stephanie Smothers  | Anna Kendrick     | Csifó Dorina       |
| Emily Nelson        | Blake Lively      | Nemes Takách Kata  |
| Sean Townsend       | Henry Golding     | Jakab Márk         |
| Diana Hyland        | Linda Cardellini  | F. Nagy Erika      |
| Miles Smothers      | Joshua Satine     | Berki Benedek      |
| Nicky Nelson        | Ian Ho            | Haagen Huba        |
| Darren              | Andrew Rannells   | Markovics Tamás    |
| Margaret McLanden   | Jean Smart        | Borbás Gabi        |
| Dennis Nylon        | Rupert Friend     | Haagen Imre        |
| Davis               | Eric Johnson      | Pál Tamás          |
| Chris               | Dustin Milligan   | Borbíró András     |
| Summervile          | Bashir Salahuddin | Tokaji Csaba       |
| Mrs. Kerry Glenda   | Glenda Braganza   | Ozvald Enikő       |
| Stacy               | Kelly McCormack   | Wégner Judit       |
| Bobby Chelkowsky    | Paul Jurewicz     | Pálmai Szabolcs    |
| Maryanne Chelkowsky | Sarah Baker       | Tóth Szilvia       |
| Könyvtáros          | Corinne Conley    | Kassai Ilona       |
| Blanco              | Zach Smadu        | Kis Horváth Zoltán |
| Ms. Prager          | Olivia Sandoval   | Győrfi Laura       |

## Fordítás
- Ez a szócikk részben vagy egészben  a   L'Ombre d'Emily című francia Wikipédia-szócikk fordításán alapul.  Az eredeti cikk szerkesztőit annak laptörténete sorolja fel. Ez a jelzés csupán a megfogalmazás eredetét és a szerzői jogokat jelzi, nem szolgál a cikkben szereplő információk forrásmegjelöléseként.